# Armadillidium stymphalicum
Armadillidium stymphalicum är en kräftdjursart som beskrevs av Helmut Schmalfuss 2006. Armadillidium stymphalicum ingår i släktet Armadillidium och familjen klotgråsuggor. Inga underarter finns listade i Catalogue of Life.